# Raúl Gutiérrez
Raúl Erasto Gutiérrez Jacobo (Cidade do México, 16 de outubro de 1966) é um ex-futebolista profissional e atualmente treinador mexicano, que atuava como defensor.

## Carreira
Pela Seleção Mexicana de Futebol disputou a Copa do Mundo de 1994. Ele comandará o elenco da Seleção Mexicana de Futebol nas Olimpíadas de 2016.